# جشنواره فیلم کبور
جشنواره فیلم کبور (فرانسوی: Festival du Film de Cabourg‎) یک جشنواره فیلم است که هر سال در شهر کَـبور فرانسه (در ماه ژوئن) برگزار می‌شود. این جشنواره در سال ۱۹۸۳ پایه‌گذاری شد و به فیلم‌های عاشقانه یا فیلم‌هایی که مؤلفه‌های سبک رمانتیسم را داشته باشند اختصاص دارد.
جایزهٔ برتر این جشنواره «قوی زرین» نام دارد که در شاخه‌ها و رشته‌های مختلف سینما به هنرمندان و سینماگران اهدا می‌شود.